# Cathy Nagel
Cathy Nagel, ameriška alpska smučarka, * 1951.
Ni nastopila na olimpijskih igrah ali svetovnih prvenstvih. V svetovnem pokalu je tekmovala dve sezoni med letoma 1968 in 1969 ter dosegla eno uvrstitev na stopničke v slalomu. V skupnem seštevku svetovnega pokala je bila najvišje na petnajstem mestu leta 1969, ko je bila tudi osma v slalomskem seštevku.
Tudi njena sestra Judy Nagel je bila alpska smučarka.